# 第五届超级碗
第五届超级碗（英語：Super Bowl V）是美国国家橄榄球联盟1970赛季的总决赛，由美联冠军巴尔的摩小马队对阵国联冠军达拉斯牛仔队。比赛于1971年1月17日在迈阿密的橙色碗体育场（Orange Bowl）举行。
最终，巴尔的摩小马队以16-13战胜达拉斯牛仔队，第一次夺得超级碗冠军。虽然比赛失利，但牛仔队的线卫查克·豪利（Chuck Howley）获得了最有价值球员称号。